# Wahlhelfer

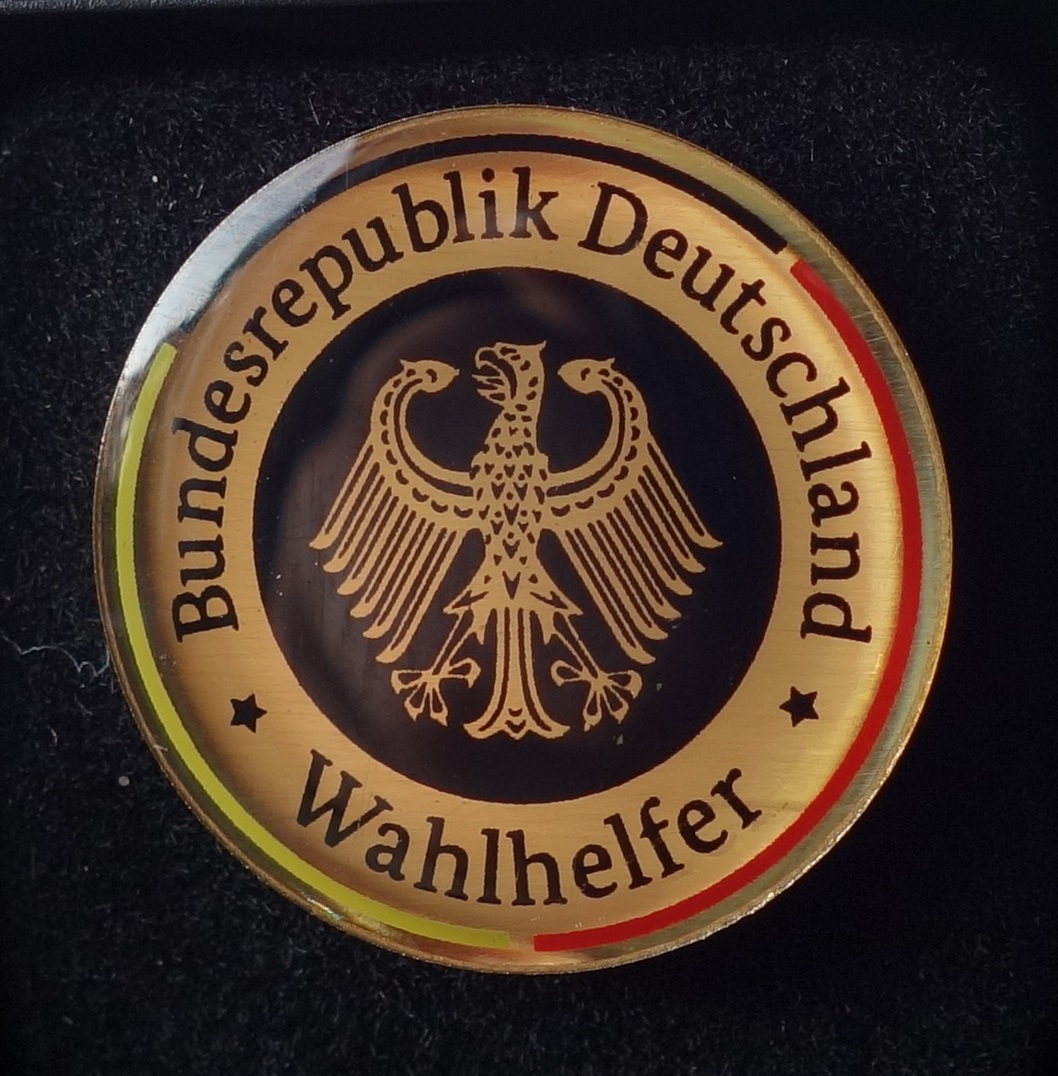
Von 2017 bis 2021 verliehene Ehrennadel für langjährige Wahlhelfer bei bundesweiten Wahlen

Wahlhelfer beziehungsweise Stimmenzähler sind Mitglieder eines Wahlvorstands, welche Stimmzettel in den Wahllokalen ausgeben und die ordnungsgemäße Wahl der Bürger sicherstellen, nach Beendigung der Wahlzeit die Wahlzettel auszählen und für das jeweilige Wahllokal das Wahlergebnis feststellen. In Deutschland und der Schweiz ist dies ein Ehrenamt. Wahlhelfer beziehungsweise Stimmenzähler werden in Deutschland und der Schweiz auf freiwilliger Basis gesucht oder von der kommunalen Wahlbehörde bestimmt und verpflichtet. Wahlhelfern wird eine Aufwandsentschädigung (Erfrischungsgeld) gezahlt.
Wahlhelfer bei der Stimmenabgabe und Stimmenauszählung sind nicht zu verwechseln mit Wahlhelfern im Wahlkampf. Letztere unterstützen wahlwerbende Parteien und Politiker landesweit vor der Wahl, während erstere auf lokaler Ebene im Wahllokal in einer offiziellen Funktion bei der Abwicklung der Wahl helfen und diese absolut unparteiisch ohne irgendeine Begünstigung einer Partei zu erfüllen haben.

## Länderspezifika

### Österreich
In Österreich wird der Wahlvorstand „Wahlbehörde“ genannt. Sie besteht aus einem Wahlleiter (oder seinem Stellvertreter) und Beisitzern (oder ihren Ersatzbeisitzern). Anders als in Deutschland ist der Stellvertreter nicht zugleich Beisitzer.
Das Amt des Mitgliedes einer Wahlbehörde ist ein öffentliches Ehrenamt.
Es gibt eine gewisse, geringe, aber uneinheitliche Entschädigung für die einen Wahltag dauernde Tätigkeit.
Ein großer Teil der Wahlbeisitzer wird von den wahlwerbenden Gruppen als Vertrauensperson benannt.
In der Steiermark werden erstmals für die Wahl zum Nationalrats am 15. Oktober 2017 die Wahlbeisitzer per Dekret in die Wahlbehörde einbestellt und erhält jeder eine persönliche Urkunde.

### Schweiz
In der Schweiz gibt es ehrenamtliche Stimmenzähler. Auf Gemeindeebene sucht diese der Gemeinderat.